# Alexander Martin Clark, Jr.
Alexander Martin Clark, Jr., né en 1972 est un joueur de squash représentant les États-Unis. Il est champion des États-Unis à quatre reprises entre 1995 et 2000.

## Biographie
Alexander Martin Clark, Jr., devient le plus jeune joueur champion des États-Unis en 1995. Cette même année, il devient le premier Américain à gagner un tournoi de squash en dehors du territoire national en remportant l'Open du Japon.
Alexander Martin Clark, Jr. est désormais chirurgien orthopédiste, diplômé de l'université Harvard et a obtenu son diplôme de médecine à l'université Columbia.

## Palmarès

### Titres
- Championnats des États-Unis : 4 titres (1995, 1997, 1998, 2000)